# Alt-right
Alt-right eller alternative right, på svenska även alt-högern och den alternativa högern, är en löst sammanhållen högerextrem falang inom amerikansk konservativ politik. Paul Gottfried ska ha myntat begreppet Alt-right, men det är Richard B Spencer som gjort begreppet känt genom att 2010 startat sajten AlternativeRight.com. Rörelsens namn syftar på alternative right, det vill säga alternativ höger, vilket syftar på att den skiljer sig från mittfåran inom amerikansk konservatism, som till stor del representerats av Republikanska partiet.
Den mestadels internetbaserade rörelsen fick vind i seglen under det amerikanska presidentvalet 2016 då den uttalade stöd för den republikanske kandidaten Donald Trump, som senare vann valet.
Trollkultur anses vara av vikt inom rörelsen där symboler, ironi och extrem jargong är av betydelse. Inte sällan används internettrollning som politiskt verktyg.

## Ideologi
Rörelsens olika organisationer förenas i sitt fokus på vit identitetspolitik och vit makt. Bland de många organisationerna visar många prov på antisemitism, antifeminism, homofobi, rasism och islamofobi. Både utomstående bedömare och rörelsens förgrundsgestalter beskriver den ideologiska hemvisten som utpräglat högerpolitisk.

## Förgrundsfigurer
Några av rörelsens mest högröstade förgrundsgestalter är journalisten Milo Yiannopoulos, som tidigare arbetade som teknikredaktör på den högerextrema sajten Breitbart News, samt Richard B. Spencer, chef för tankesmedjan National Policy Institute som förespråkar vit nationalism. Till de ledande företrädarna räknas även Andrew Anglin som driver hemsidan Daily Stormer. Två stora ikoner inom den alternativa högern är Alex Jones och Paul Joseph Watson, som båda arbetar med sociala medier och nyhetssajten InfoWars.com.  Varken Yiannopoulos eller Watson ser sig själva som Alt-right, men identifierar sig med den delen, vilken ofta kallas för New-right, som är mindre besatta av konspirationsteorier angående judars förment enorma påverkan på medier, utan bara är trött på de traditionella konservativa som man menar gett upp kampen mot vänstern.
Alt-right-rörelsen har senare också sammanknutits med Gamergate-rörelsen.

## Alt-right i Sverige
Alt-right-rörelsen har hämtats till Sverige framförallt av Daniel Friberg, som driver den högerextrema tankesmedjan Motpol, och Christoffer Dulny, som tidigare arbetade för Sverigedemokraterna. Deras tankesmedja Nordisk Alternativhöger har uppmärksammats av Uppdrag Granskning